# 褐双点雀
褐双点雀（学名：Clytospiza monteiri），是梅花雀科褐双点雀属的一种，分布于乌干达、加蓬、安哥拉、中非共和国、尼日利亚、苏丹、肯尼亚、刚果民主共和国、喀麦隆、刚果和乍得。全球活动范围约为1,170,000平方千米。该物种的保护状况被评为无危。
褐双点雀的平均体重约为14.9克。栖息地包括亚热带或热带的（低地）湿润疏灌丛、干燥的稀树草原和耕地。